# Boris Michailowitsch Saizew
Boris Michailowitsch Saizew (russisch Борис Михайлович Зайцев; * 23. März 1937 in Moskau; † 24. Februar 2000 ebenda) war ein sowjetisch-russischer Eishockeytorwart.

## Karriere
Während seiner Karriere spielte Boris Saizew ausschließlich für Dynamo Moskau und erreichte mit Dynamo fünf Mal die Vizemeisterschaft der Sowjetunion (1959, 1960, 1962–1964). Insgesamt stand er bei 251 Spielen in der sowjetischen Liga im Tor.

### International
Am 28. Dezember 1962 stand er in einem Freundschaftsspiel in Dresden gegen die DDR zum ersten Mal für die sowjetische Nationalmannschaft auf dem Eis. Bei der Eishockey-Weltmeisterschaft 1963 wurde er mit dem Nationalteam Weltmeister und kam dabei in einem Spiel zum Einsatz.
Seine internationale Karriere wurde mit der Goldmedaille bei den Olympischen Winterspielen 1964 gekrönt, bei denen er in zwei Spielen im Tor stand. Am 4. Dezember 1967 bestritt er sein letztes Länderspiel, insgesamt absolvierte er für die Nationalmannschaft sieben Länderspiele.
Nach dem Gewinn der olympischen Goldmedaille 1964 wurde er als Verdienter Meister des Sports der UdSSR ausgezeichnet. Nach dem Ende seiner Karriere arbeitete er bis 1997 als Trainer bei Dynamo Moskau.

## Erfolge und Auszeichnungen
- 1959 Sowjetischer Vizemeister mit Dynamo Moskau
- 1960 Sowjetischer Vizemeister mit Dynamo Moskau
- 1962 Sowjetischer Vizemeister mit Dynamo Moskau
- 1963 Sowjetischer Vizemeister mit Dynamo Moskau
- 1963 Goldmedaille bei der Weltmeisterschaft
- 1964 Goldmedaille bei den Olympischen Winterspielen
- 1964 Verdienter Meister des Sports der UdSSR
- 1964 Sowjetischer Vizemeister mit Dynamo Moskau